# Hestina diagoras
Hestina diagoras är en fjärilsart som beskrevs av William Chapman Hewitson 1862. Hestina diagoras ingår i släktet Hestina och familjen praktfjärilar. Inga underarter finns listade i Catalogue of Life.